# De Wetbuurt

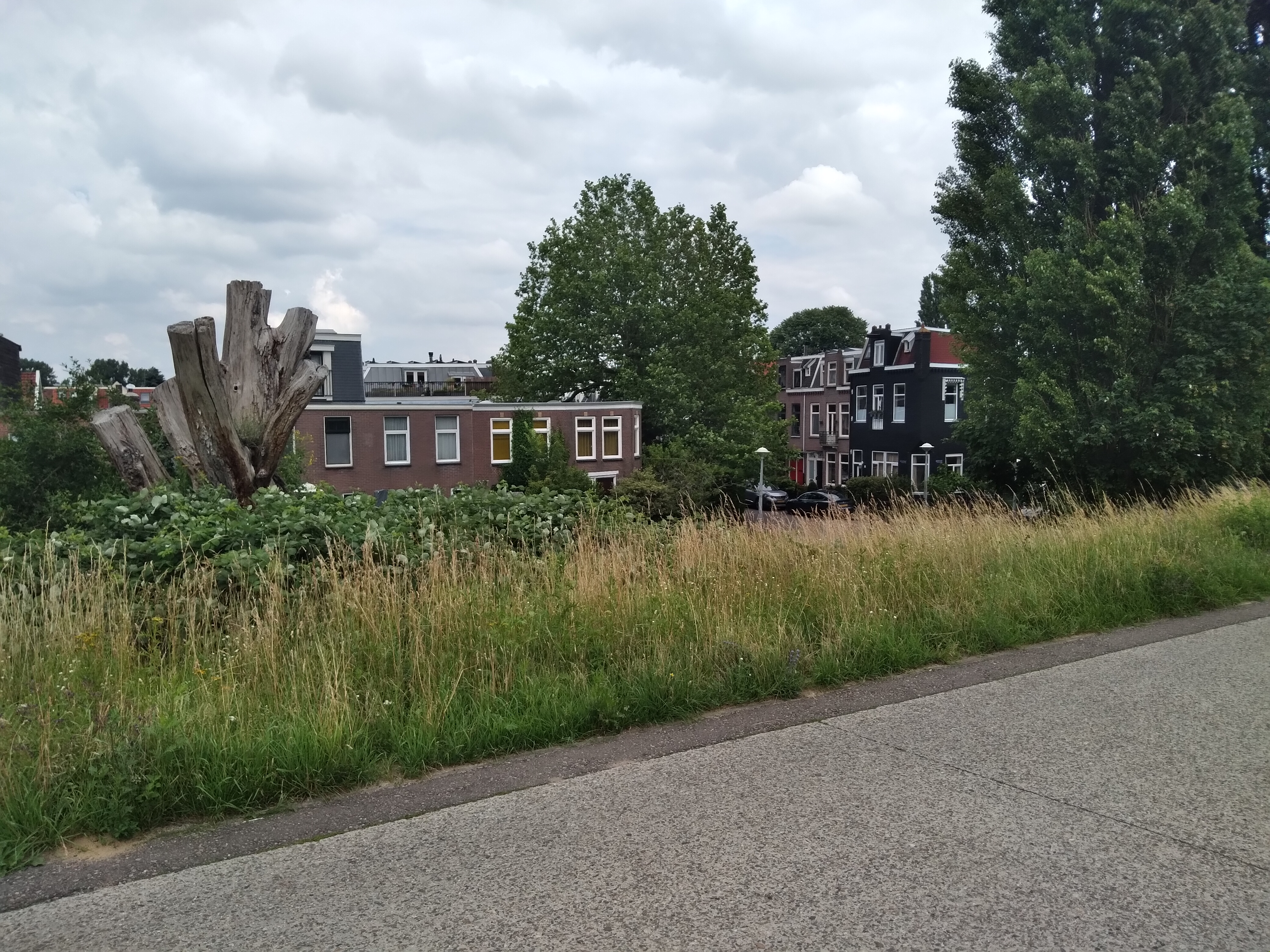
De Wetbuurt gezien vanaf de dijk langs de Weespertrekvaart (juli 2021)

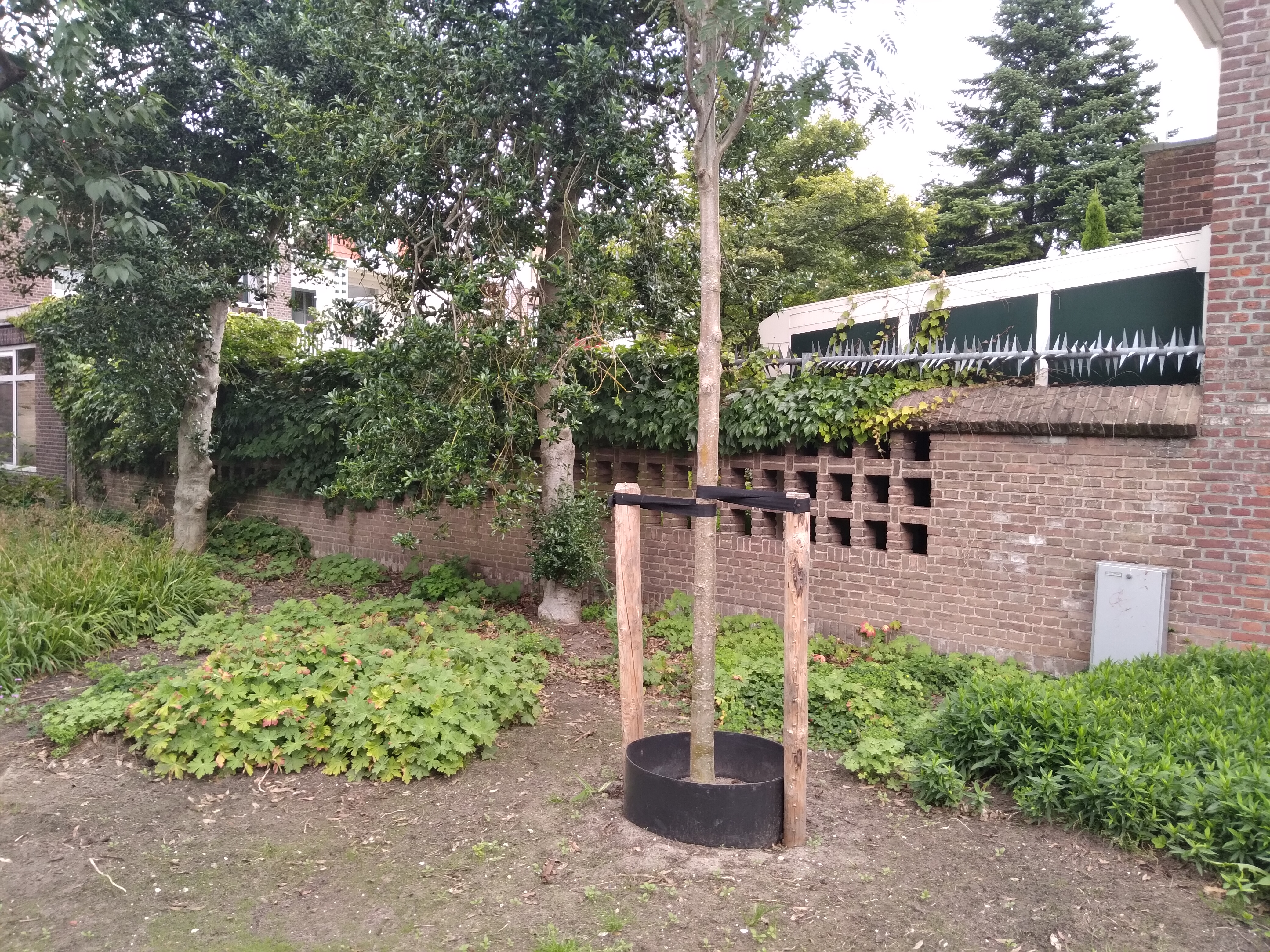
Dopplerstraat; kortste straatje van de buurt (juli 2021)

De Wetbuurt is een buurt in Amsterdam-Oost, wijk Frankendael. De Wetbuurt en het iets noordelijker gelegen en aansluitende Tuindorp Amstelstation werden tot omstreeks 2014 aangeduid onder de daarna officieuze wijknaam Amsteldorp.

## Geschiedenis
Het wijkje werd in eerste instantie ingericht door een particuliere bouwonderneming, die in 1901 bij de gemeente Watergraafsmeer vroeg om alvast drie straten in zijn plan te benoemen. Hij bebouwde vanaf de Ringvaart Watergraafsmeer naar het noorden toe een min of meer rechthoekige strook tot een wetering. Er zouden drie lange straten komen en een aantal nog te benoemen dwarsstraten. De gemeente Watergraafsmeer gaf toe en benoemde drie straten: De Wetstraat, Steijnstraat en Bothastraat. De bouw vorderde echter niet echt, want op een kaart van 1907 (Uitbreidingsplan Gemeente Watergraafsmeer) is te zien dat de eerste huizenblokken vanaf de ringvaart gerekend er wel kwamen, maar het wijkje liep zo de landerijen in. In het uitbreidingsplan waren de straten al afgekapt. Watergraafsmeer richtte zodoende met die drie straten een eigen Transvaalbuurtje in vernoemd naar personen uit de Boerenoorlogen in Zuid-Afrika. Overigens waren de mensen waarnaar de straten vernoemd werden nog in leven. De buurt kreeg de naam De Wetbuurt.
Wanneer op 1 januari 1921 Gemeente Amsterdam de gemeente Watergraafsmeer annexeert is de situatie ter plekke qua bebouwing nauwelijks gewijzigd. Er ontstaat qua naamgeving een probleem. Amsterdam heeft in de nabijgelegen Transvaalbuurt al gelijknamige straten. Er vinden in maart 1922 hernoemingen plaats; die hernoemingen vormen op zich weer een eenheid:
- De Wetstraat (Christiaan de Wet) werd Fahrenheitstraat (Gabriel Fahrenheit)
- Steijnstraat (Martinus Theunis Steyn) werd Celsiusstraat (Anders Celsius)
- Bothastraat (Louis Botha) werd Reaumurstraat (René-Antoine Ferchault de Réaumur)
- dwarsstraat Wolmaranstraat (Andries Daniël Wynand Wolmarans) werd Von Guerickelaan (Otto von Guericke)
- dr. Leydsstraat (Willem Johannes Leyds wordt Torricellistraat (Evangelista Torricelli)

De wijk werd daarmee een wetenschapsbuurtje. De wijk kreeg ook een vernoeming tot Fahrenheitbuurt, een naam die tot in de jaren 80 naast De Wetbuurt gebruikt werd, maar vervolgens verdween.

## Ligging
In 2021 bestaat de De Wetbuurt uit het gebied dat begrensd wordt door de waterweg Fahrenheitsingel (noorden), Gooiseweg (oosten), Kruislaan (zuiden) en de Weespertrekvaart (westen). In het noorden heeft het een punt naar de Hugo de Vrieslaan, hetgeen ook de belangrijkste verkeersroute is. Er is bebouwing uit de jaren 1900 tot 1925 met stijlinvloeden uit de Amsterdamse School en vanaf 1950, waarbij de scheidslijn ongeveer bij de Von Guerickestraat loopt. De wijk kroop als het ware opgehouden door de Tweede Wereldoorlog naar de Gooiseweg toe. De bruggen over de “ringsloot” van de wijk zijn van bruggenarchitect Piet Kramer van de Dienst der Publieke Werken.
Het zuidelijk deel, dat ongeveer een derde in beslag neemt van de gehele buurt, bestaat uit een (school-)tuincomplex en sportvelden.

## Onderwijs

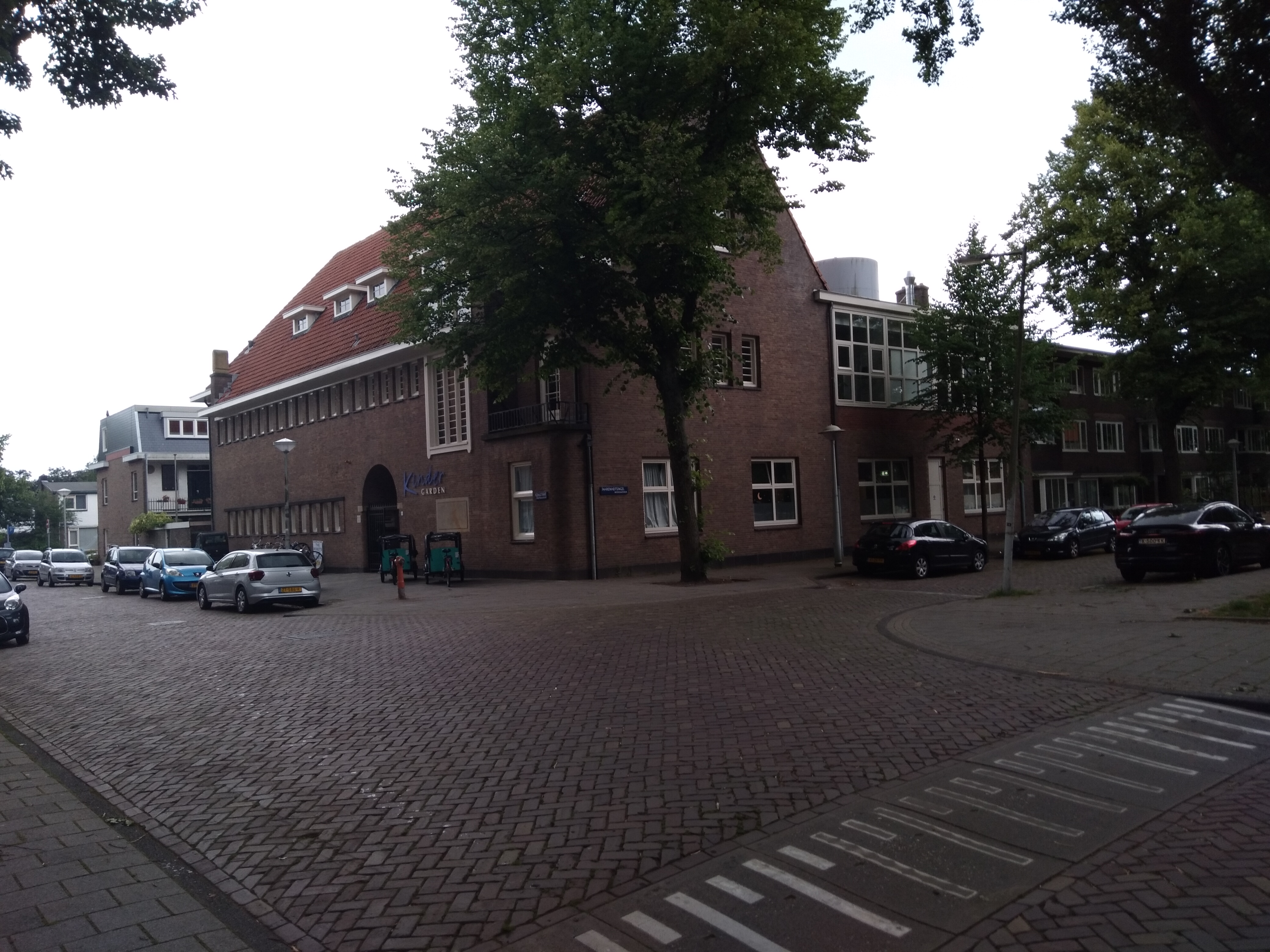
Fizeaustraat 4 met rechts glazen opbouw (juli 2021)

Om onderwijs te kunnen geven aan opgroeiende jeugd werden in de wijk diverse scholen neergezet. Twee daarvan bevonden zich aan de Fizeaustraat (in 1949 vernoemd naar Hippolyte Fizeau). Tegenover elkaar werden aan deze toegangsweg twee scholen gebouwd (huisnummers 3-5 en 4). De bouw van de school op 4 werd op 17 juli 1931 aanbesteed en een jaar later kon de school geopend worden. Architect J.P.L. Petri jr. ontwierp dit L-vormige gebouw, waarbij in een van de uiteinden een verlaagd aangelegd gymnastieklokaal is. Het gehele uiterlijk heeft karakteristieken van de bouwstijl Amsterdamse School (de eerste verdieping op het gymlokaal uit circa 1955 deed daar weer afbreuk aan). Met name de toegang (zwaar houten toegangsdeur met smeedijzeren hekwerk) refereert aan die bouwstijl Nadat de kinderen uit de wijk getrokken waren kreeg Fizeaustraat 4 een andere bestemming in een kappersschool. Er kwamen nieuwe gezinnen en in 2021 is er een buitenschoolse opvang in het gebouw gevestigd. De school op de huisnummers 3 en 5 verdween al eerder om plaats te maken voor een nieuwe doelgroep: bejaardencentrum "Open Hof".  